# L’irato ou L’emporté
L’irato ou L’emporté (deutsche Titel: Der Tollkopf, Der Aufbrausende, Die Temperamente oder Der zänkische Onkel) ist eine Opéra-comique (Originalbezeichnung: „Comédie-parade en prose mêlée d’ariettes“ oder „Opera bouffon“) in einem Akt des französischen Komponisten Étienne-Nicolas Méhul. Das Libretto stammt von Benoît-Joseph Marsollier des Vivetières. Die Uraufführung fand am 17. Februar 1801 in der Salle Favart der Opéra-Comique in Paris statt.

## Handlung
Pandolphe ist ein mürrischer alter Mann, der sich über jede Kleinigkeit aufregt. Sein Neffe Lysandre ist in Isabelle, die Nichte von Pandolphes verstorbener Frau, verliebt, während sein Diener Scapin ein Auge auf Isabelles Zofe Nérine geworfen hat. Pandolphe ist gegen die Verbindung zwischen Lysandre und Isabelle, ganz besonders, seit er den Plan gefasst hat, sie mit Balouard, Lysandres pedantischem ehemaligem Lehrer, zu verheiraten. Jetzt droht Pandolphe seinem Neffen mit der Enterbung, falls er nicht aufhört, Isabelle nachzustellen. Dieser aber lässt sich von seinem Onkel nicht provozieren und bleibt zum Ärger des Alten ruhig und gelassen. Dann kehren Isabelle und Nérine, die für einige Zeit abwesend waren, zurück und werden über den Plan Pandolphes in Kenntnis gesetzt. Isabelle ist verzweifelt, da sie nicht Balouard heiraten will. Scapin entwickelt einen Plan, um Balouard bei Pandolphe in Ungnade zu stürzen. Nach weiteren Verwicklungen und Verwirrungen kommt es am Ende doch zur Doppelhochzeit zwischen Lysandre und Isabelle einerseits und Scapin und Nérine andererseits, die sogar vom alten Pandolphe gesegnet wird.

Historische Szenen- und Kostümskizzen
Bühnenbild
Jean Elleviou als Lysandre, 1801
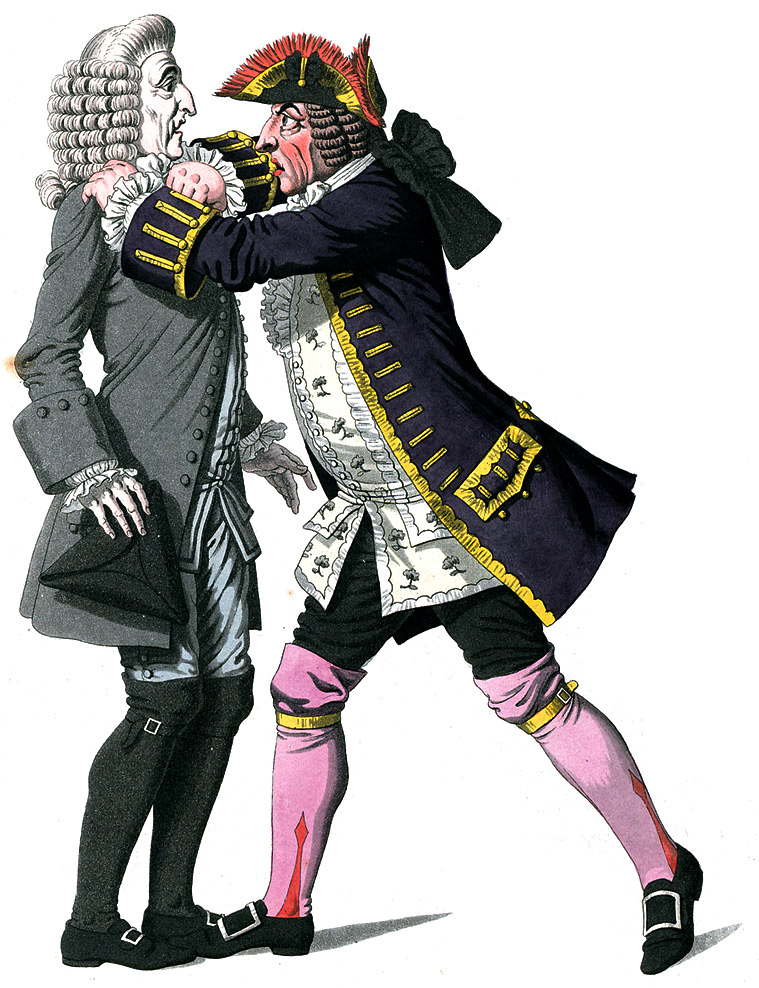
Doktor Balnardus und Pandolfo, Berlin 1804

## Gestaltung
Die Oper besitzt, wie in der Opéra-comique üblich, gesprochene Dialoge. Die Gattungsbezeichnung „Comédie-parade“ hingegen spielt auf eine französische Variante der Commedia dell’arte an und erinnert zudem an Grétrys Le tableau parlant von 1769. Das Libretto ist eine Parodie der italienischen Typenkomödie. Die Musik parodiert die Opera buffa und in den Arien Isabelles und Lysandres auch die Opera semiseria.

### Orchester
Die Orchesterbesetzung der Oper enthält die folgenden Instrumente:
- Holzbläser: zwei Flöten (1 auch Piccolo), zwei Oboen, zwei Klarinetten, zwei Fagotte
- Blechbläser: zwei Hörner, Posaune
- Pauken
- Streicher

### Musiknummern
Die hier angegebenen Musiknummern sind der CD-Einspielung von Werner Ehrhardt aus dem Jahr 2005 entnommen.
- Ouvertüre
- Arie: „Promenerons-nous bien longtemps?“ (Scapin)
- Duett: „Assez. Ah! De grace, Scapin, respecte ma douleur“ (Lysandre, Scapin)
- Duett: „Jurons! Jurons de les aimer toujours!“ (Scapin, Lysandre)
- „Mais Seigneur, que dites vous“ (Scapin)
- Arie: „Mais que dis-je?“ (Scapin)
- „Gare, gare! c’est lui, Pandolphe! Sauvons nous!“ (Scapin)
- Arie: „Ah, les maudites gens“ (Pandolphe)
- „Ah! vous voila donc enfin, Lysandre“ (Pandolphe)
- Quartett: „O ciel, que faire“ (Isabelle, Nérine, Lysandre, Scapin)
- „Quoi? C’est la celui qu’on me destine?“ (Isabelle)
- Arie: „J’ai de la raison“ (Isabelle)
- „Bonjour, bonjour, ma niece, ma chere“ (Pandolphe)
- Couplet: „Si je perdais mon Isabelle“ (Lysandre)
- „Voyez le docteur, mon cher maitre“ (Scapin)
- Terzett: „Femme jolie et du bon vin“ (Balouard, Lysandre, Scapin)
- „Mais … mais … je ne sais pas pourquoi“ (Balouard)
- „Qu’il est joli, qu’il est charmant“ (Chor)
- „Isabelle! Vous voila donc enfin“ (Lysandre)
- Finale: „Ah, mon cher Oncle – Maitre“ (Isabelle, Nérine, Lysandre, Balouard, Scapin)

## Werkgeschichte
Der Komponist traf sich vor der Entstehung dieser Oper gelegentlich mit dem damaligen Konsul Napoleon Bonaparte, der ihm von dessen Gemahlin Joséphine de Beauharnais vorgestellt worden war. Bei diesen Treffen wurde natürlich auch über Musik gesprochen, und Napoleon erklärte Méhul, dass er italienische Opern bzw. den italienischen Opernstil dem französischen vorziehe. Méhuls Stil sei ihm zu „teutonisch, ernst, und tiefsinnig“. Der Komponist verstand und wollte mit seinem nächsten Werk eine Oper schaffen, die den Wünschen Napoleons entgegenkam. Daher komponierte er L’irato ou L’emporté ganz in italienischem Stil. Allerdings wurde die Oper nicht als ein Werk Méhuls angekündigt, sondern als ein etwas älteres italienisches Werk. Méhul wollte Napoleon mit dem neuen Stil überraschen, was ihm auch gelang. Als am Ende der Uraufführung das begeisterte Publikum nach dem bis dahin noch immer namentlich unerwähnten Komponisten verlangte, betrat Méhul zu aller Überraschung die Bühne und wurde begeistert gefeiert, auch von Napoleon.

Sänger der Uraufführung

Titelblatt des Klavierauszugs, Paris 1842

Bei der Uraufführung am 17. Februar 1801 in der ersten Salle Favart der Opéra-Comique sangen Jean-Pierre Solié (Pandolphe), Jean Elleviou (Lysandre), Jean-Blaise Martin (Scapin) und Dozainville (Balouard).
An der Opéra-Comique folgten weitere Aufführungen bis ins Jahr 1833. 1810 erhielt das Werk einen neuen Schluss. Eine Wiederaufnahme gab es am 28. Mai 1852. Ab dem 16. November 1868 gab es Aufführungen am Théâtre-Lyrique ebenfalls in Paris, am 15. Oktober 1896 in der Galerie Vivienne (Kostüme: Charles Bianchini) sowie am 20. Dezember 1899 und am 17. Oktober 1917 (anlässlich des 100. Todestags des Komponisten, Kostüme: Deshays) wieder an der Opéra-Comique.
Weitere belegbare Aufführungen außerhalb von Paris waren:
- 9. August 1801: Lüttich (französisch)
- 1801: St. Petersburg (deutsch)
- 6. Juli 1802: Brüssel (französisch)
- 7. August 1802: Altona (deutsch als Der Tollkopf, Übersetzung: Heinrich Gottlieb Schmieder)
- 10. August 1802: Hamburg (deutsch als Der Aufbrausende)[1]
- 9. Juli 1803: Wien (deutsch als Die Temperamente, Übersetzung: Joseph von Seyfried)
- 21. Juli 1803: Madrid (spanisch)
- 29. August 1803: Hannover (französisch)
- 1803: Braunschweig (französisch)
- 22. Juni 1804: Berlin (deutsch)
- 1805: Warschau (polnisch, Übersetzung: Matuszewski)
- 25. August 1808: Stockholm (schwedisch, Übersetzung: Carl Gustav Nordforss)
- 20. Oktober 1808: Moskau (französisch)
- 1809: Amsterdam (niederländisch, Übersetzung von V. Vreedenberg)
- 26. September 1832: Weimar (deutsch als Der zänkische Onkel, Übersetzung: Nikolaus Konrad Götze)[1]
- 13. Februar 1902: Brüssel (französisch)
- 1931: Lyon (französisch)
- 1985: Tours[1]

Eine CD-Einspielung entstand 2005. Mitwirkende waren Miljenko Turk, Cyril Auvity, Pauline Court, Alain Buet, Svenja Hempel, Georg Poplutz, der Bonner Kammerchor und das Orchester L’arte del mondo unter der Leitung von Werner Ehrhardt. Die CD gelangte 2006 in den Handel.

## Digitalisate
- L’irato: Noten und Audiodateien im International Music Score Library Project
- Partitur, Paris (n. d.). Digitalisat bei Gallica
- Klavierauszug, Paris 1842. Digitalisat bei Gallica
- Libretto (französisch), Hamburg um 1800. Digitalisat der Staatsbibliothek zu Berlin
- Libretto (französisch), Paris 1802 (zweite Ausgabe). Digitalisat der Universitäts- und Landesbibliothek Bonn
- Die Temperamente. Libretto (deutsch), Wien 1803. Digitalisat der Library of Congress. Übersetzung: Joseph von Seyfried
- Arien und Gesänge aus der Opera Buffa Der Tollkopf. Libretto (deutsch), Berlin 1804. Digitalisat der Library of Congress. Übersetzung: wahrscheinlich Heinrich Gottlieb Schmieder[3]
- Der zänkische Onkel. Theaterzettel der Premiere, Weimar 1832. Digitalisat des Landesarchivs Thüringen